# 10264 Маров
10264 Маров (10264 Marov) — астероїд головного поясу, відкритий 8 серпня 1978 року.
Тіссеранів параметр щодо Юпітера — 3,168.